# Croton fianarantsoae
Espèce
Croton fianarantsoae est une espèce de plantes à fleurs du genre Croton et de la famille des Euphorbiaceae, présentes sur l'île de Madagascar.
Il a pour synonyme :
- Croton fianarantsoae var. grandifolius,

## Liste des variétés
Selon Tropicos (9 janvier 2016) (Attention liste brute contenant possiblement des synonymes) :
- variété Croton fianarantsoae var. fianarantsoae
- variété Croton fianarantsoae var. grandifolia  Leandri, 1973
- variété Croton fianarantsoae var. grandifolius Leandri, 1973
- variété Croton fianarantsoae var. obovatifolia Radcl.-Sm.
- variété Croton fianarantsoae var. ranomafanae Radcl.-Sm.